# Paecilaema conspicillatum
Paecilaema conspicillatum is een hooiwagen uit de familie Cosmetidae.